# 蘇聯財政部
蘇維埃社會主義共和國聯盟財政部（俄语：Министерство финансов СССР）成立於1946年3月15日，是蘇聯最重要的政府機構之一。直到 1946年，它才被稱為人民財政委員會（romanized: Narodnyi komissariat finansov，或“Narkomfin”）。Narkomfin，於1923年7月6日在《蘇聯成立條約》簽署後以俄羅斯蘇維埃社會主義聯邦共和國財政人民委員部(RSFSR)為基礎正式成立，該部由財政部長領導，部長需是部長理事會成員。1946年之前由政委領導，由部長會議主席提名，然後由最高蘇維埃主席團確認。